# Kasteel van Châlus-Chabrol
Het kasteel van Châlus-Chabrol is een van de twee middeleeuwse burchten in het dorp Châlus in de Franse streek Limousin. Meer bepaald gaat het om de ruïne van de hoogteburcht waarvan de belegering Richard Leeuwenhart in 1199 het leven kostte. Sinds 1981 is het kasteel beschermd als monument historique.

## Geschiedenis
Het kasteel ligt sinds de 11e eeuw op een rotsige hoogte naast het dorp Châlus, op de rechteroever van de rivier de Tardoire. Aan de overzijde werd een eeuw later de tegenhanger Châlus-Maulmont gebouwd. Châlus-Chabrol behoorde aan de burggraven van Limoges, die het gebruikten als versterking tegen het graafschap Périgord, en ook wel tegen hun eigen leenheer, de hertog van Aquitanië.
Dat laatste was het geval toen burggraaf Adémar V in 1199 in conflict kwam met hertog Richard Leeuwenhart (die daarnaast ook koning van Engeland was). Aanleiding was blijkbaar de vondst van een goudschat die Adémar in bezit had gekregen en die de hertog kwam opeisen. Het kwam tot een belegering van Châlus-Chabrol, dat door een dertigtal personen werd verdedigd, onder wie slechts twee ridders. Eén van hen, Pierre Basile, trof Richard Leeuwenhart in de schouder met een pijl uit zijn kruisboog. De hertog overleed aan de verwonding, maar zijn gevolg veroverde het kasteel en hing het garnizoen op. Alleen Basile zou op last van de hertog gespaard zijn.
Het motief van de goudschat sprak tot de verbeelding en deed de legende van Lucius Capreolus ontstaan. Aan deze fictieve Romein, voorgesteld als een proconsul uit de tijd van keizer Augustus, werd de bouw van het kasteel en het aanleggen van de schat toegeschreven. Naar hem werd vervolgens het woord Capreolus/Chabrol (reebok) opgenomen in de naam van het kasteel.
In de 13e eeuw werd het kasteel verkocht aan de geestelijke Gérard de Maulmont, die in de buurt een tweede kasteel liet bouwen: het Kasteel van Châlus-Maulmont. Zijn nakomelingen werden onteigend door koning Filips de Schone en vervolgens verwierf het Huis Albret het kasteel. Toen Charlotte van Albret in 1494 trouwde met de condottiere Cesare Borgia, gaf haar vader Alain Châlus-Chabrol mee als bruidsschat. Via hun dochter Louise Borgia (1500-1553) kwam het kasteel voor de volgende eeuwen in handen van de familie Bourbon-Busset. In de 17e eeuw liet gravin-weduwe Madeleine de Bermondet belangrijke verbouwingen uitvoeren.

## Beschrijving

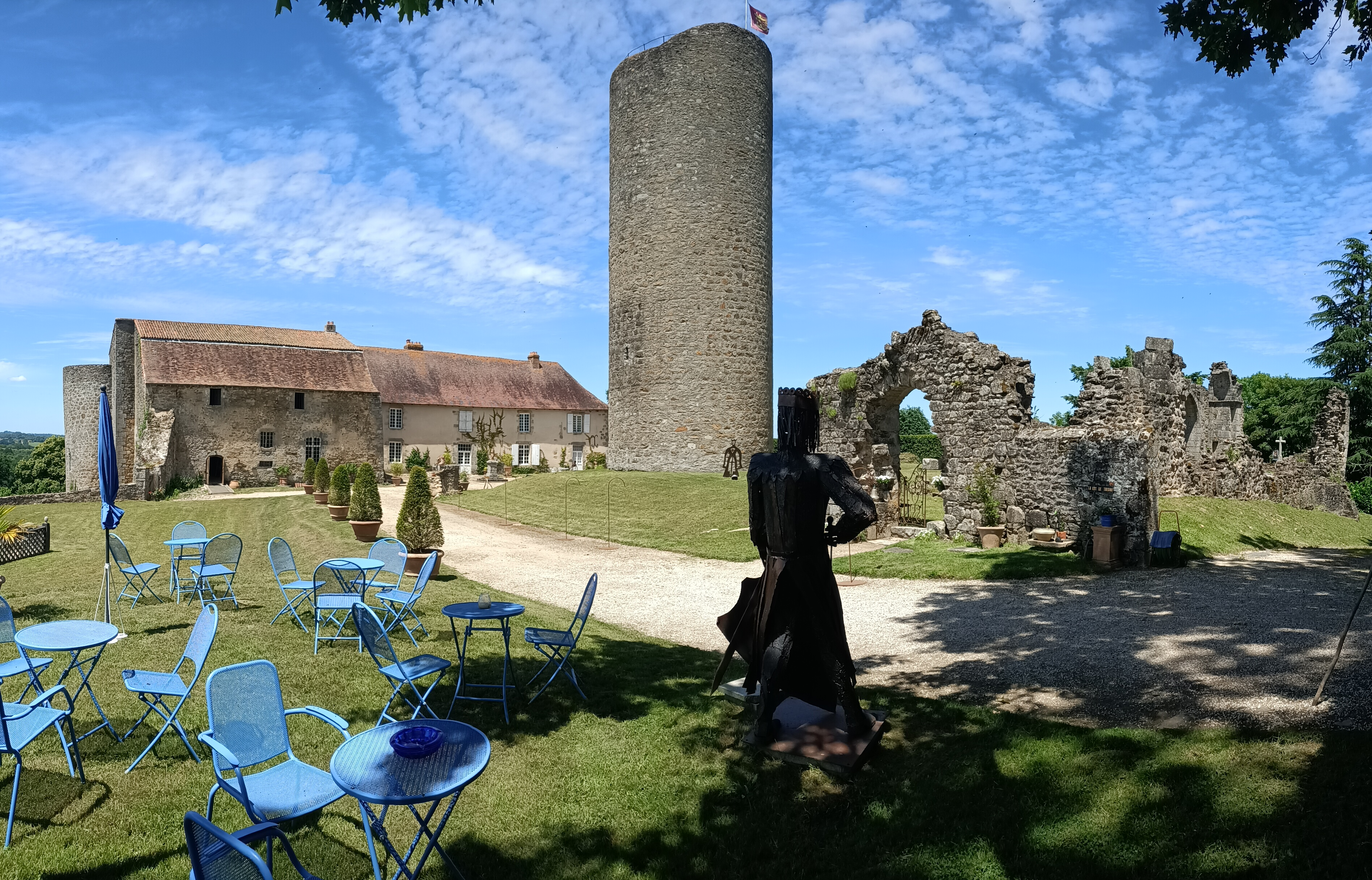
Binnenplein

Het kasteel uit het midden van de 11e eeuw had een dubbele ommuring en slechts één toegangspoort. De ronde donjon en hoektoren zijn de enige elementen bewaard uit deze periode, al zullen ze ongetwijfeld herbouwd geweest zijn na het beleg van 1199. De nagenoeg blinde muren wijzen op een conceptie als passieve toevlucht. De woongebouwen gaan terug op de constructies die Gérald de Maulmont in de 13e eeuw liet uitvoeren, zoals eind 17e eeuw getransformeerd in opdracht van Madeleine de Bermondet. Het gelijkvloers van het 13e-eeuwse gebouw bestaat uit twee kamers. Ondergronds is er ook een zaal met koepelvormige overwelving bewaard.

## Voetnoten
1. ↑  Château de Chalus-Chabrol, Base Mérimée, 1992 (bezocht 7 juni 2025)
2. ↑  Philippe Couanon, "Pour une typologie fonctionnelle des donjons de pierre: l'exemple du Limousin" in: Sites défensifs et sites fortifiés au Moyen Age entre Loire et Pyrénées, 1990, p. 116 n. 5